# Jórgosz Fotákisz
Jórgosz Fotákisz (görögül: Γιώργος Φωτάκης) (Kalamáta, Görögország, 1981. október 29. –) görög labdarúgó, aki jelenleg a Atrómitosz-ban játszik középpályásként. A görög válogatott tagjaként ott volt a 2012-es Európa-bajnokságon.

## Pályafutása
Fotákisz a PAÓK ifiakadémiáján nevelkedett, 1998-ban ott is kapta meg első profi szerződését, az első csapatba azonban nem tudta beverekedni magát. 2000-ben az Egáleóhoz igazolt, ahol fontos játékossá vált. 2006 januárjában a skót Kilmarnockhoz került, de ott egyetlen bajnokin sem kapott lehetőséget. 2006 nyarán visszatért Görögországba, a Láriszaszhoz, majd 2009-ben ismét nevelőegyesületéhez, a PAÓK-hoz került.

## Válogatott
Fotákisz 2009-ben mutatkozott be a görög válogatottban, a csapat tagjaként ott volt a 2012-es Európa-bajnokságon.

## Fordítás
- Ez a szócikk részben vagy egészben  a   Georgios Fotakis című angol Wikipédia-szócikk fordításán alapul.  Az eredeti cikk szerkesztőit annak laptörténete sorolja fel. Ez a jelzés csupán a megfogalmazás eredetét és a szerzői jogokat jelzi, nem szolgál a cikkben szereplő információk forrásmegjelöléseként.

## Külső hivatkozások
- Jórgosz Fotákisz pályafutásának statisztikái a Soccerbase oldalon (angolul)

- Adatlapja a PAÓK honlapján